# Électrostriction
 (janvier 2022).
Si vous disposez d'ouvrages ou d'articles de référence ou si vous connaissez des sites web de qualité traitant du thème abordé ici, merci de compléter l'article en donnant les références utiles à sa vérifiabilité et en les liant à la section « Notes et références ».
L'électrostriction est une propriété de tout matériau non-conducteur, ou diélectrique, qui consiste en une modification de sa forme sous l'effet d'un champ électrique appliqué. Elle est l'équivalent électrique de la magnétostriction. 

## Description
L'électrostriction est une propriété de tous les diélectriques due à la présence de domaines électriques répartis aléatoirement à l'intérieur du matériau. Lorsqu'un champ électrique est appliqué chaque domaine se polarise suivant l'axe du champ. Les côtés opposés des domaines se chargent de façon opposée et s'attirent mutuellement, provoquant une réduction de leur dimension dans la direction du champ électrique (et conjointement un allongement de leurs dimensions perpendiculaires au champ, dans les proportions du coefficient de Poisson). La déformation résultante est proportionnelle au carré du module du champ électrique : on dit qu'il s'agit d'un effet du second ordre.
Il faut distinguer l'électrostriction de l'effet piézoélectrique inverse. Le premier est un effet du second ordre, proportionnel au carré du champ électrique. Ainsi, des champs électriques opposés créent une déformation identique. À l'inverse, l'effet piézoélectrique est un effet linéaire ; la déformation est proportionnelle au champ électrique (effet du premier ordre). Des champs électriques opposés créent donc des déformations opposées. 
De plus, si l'effet piézoélectrique inverse est toujours associé à l'effet piézoélectrique direct, il n'en existe pas d'équivalent pour l'électrostriction : une contrainte appliquée ne crée aucune variation de polarisation électrique.  
Enfin, l'effet piézoélectrique n'affecte que certains matériaux de basse symétrie alors que l'effet électrostrictif est présent dans tous les matériaux diélectriques.  
Mathématiquement, l'électrostriction est représentée par un tenseur d'ordre 4 noté en général {\displaystyle Q_{ijkl}}. Il relie les composantes du tenseur des déformations (tenseur d'ordre 2) noté ici {\displaystyle x_{ij}} et deux composantes du tenseur polarisation (tenseur d'ordre 1) noté en général {\displaystyle P_{k}}. L'équation de l'électrostriction s'écrit alors :
{\displaystyle x_{ij}=Q_{ijkl}\times P_{k}\times P_{l}}

## Matériaux
Bien que tous les matériaux diélectriques soient affectés par l'électrostriction, certaines céramiques spéciales ont des constantes d'électrostriction particulièrement élevées. Les plus courantes sont des matériaux ferroélectriques relaxeurs :
- Pb(Mn1/3Nb2/3)O3
- Pb(Mn1/3Nb2/3)O3-xPbTiO3

## Biréfringence induite
Le phénomène d'électrostriction est responsable de l'effet Kerr observable dans les fibres optiques fabriquées en silice.